# Brycon chagrensis
Brycon chagrensis är en fiskart som först beskrevs av Kner, 1863.  Brycon chagrensis ingår i släktet Brycon och familjen Characidae. Inga underarter finns listade.